# Lewis Allen
Alfred Lewis Allen (* 25. Dezember 1905 in Oakengates, Telford, Großbritannien; † 3. Mai 2000 in Santa Monica, Kalifornien, USA) war ein britischer Filmregisseur.

## Karriere
Allen begann seine Arbeit 1943 im Alter von 38 Jahren als Regisseur des 16-minütigen Kurzfilms Freedom Comes High. Dadurch erkannte Paramount Allens Potential und ließ ihn bereits ein Jahr später, im Jahr 1944, seinen ersten abendfüllenden Spielfilm inszenieren: Der unheimliche Gast (The Uninvited), ein Drama mit Ray Milland, Ruth Hussey und Gail Russell in den Hauptrollen.
Seit 1954 arbeitete er vermehrt für Fernsehserien wie Bonanza, Kobra, übernehmen Sie und Unsere kleine Farm. 1977 ging er in den Ruhestand.

## Filmografie
- 1943: Freedom Comes High (Kurzfilm)
- 1944: Der unheimliche Gast (The Uninvited)
- 1944: Our Hearts Were Young and Gay
- 1945: Those Endearing Young Charms
- 1945: Der Tod wohnt nebenan (The Unseen)
- 1947: The Perfect Marriage
- 1947: The Imperfect Lady
- 1947: Desert Fury – Liebe gewinnt (Desert Fury)
- 1948: So Evil My Love
- 1948: Sealed Verdict
- 1949: Todesfalle von Chikago (Chicago Deadline)
- 1950: Inspektor Goddard (Appointment with Danger)
- 1951: Valentino – Liebling der Frauen (Valentino)
- 1952: Die Söhne der drei Musketiere (At Sword’s Point)
- 1954: Der Attentäter (Suddenly)
- 1955: Akte XP 15 (A Bullet for Joey)
- 1955: Schakale der Unterwelt (Illegal)
- 1958: Herz ohne Hoffnung (Another Time, Another Place)
- 1959: Die schwarze Lorelei (Whirlpool)
- 1960–1973: Bonanza (Fernsehserie, 42 Episoden)
- 1966–1968: FBI (Fernsehserie, 3 Episoden)
- 1970: Dan Oakland (Fernsehserie, 2 Episoden)
- 1972–1973: Kobra, übernehmen Sie (Fernsehserien, 3 Episoden)
- 1975: Unsere kleine Farm (Fernsehserie, 1 Episode)